# Marco Figueroa
Marco Antonio Figueroa Montero (Santiago del Cile, 21 febbraio 1962) è un allenatore di calcio ed ex calciatore cileno, di ruolo attaccante.

## Palmarès

### Giocatore

#### Competizioni nazionali
- Campionato cileno: 1

Cobreloa: 1992
- Coppa del Cile: 1

CD Everton: 1984

#### Competizioni internazionali
- CONCACAF Champions' Cup: 1

América: 1990

### Allenatore

#### Competizioni nazionali
- Campionato cileno: 1

Universidad de Chile: Apertura 2014